# Masashi Kamekawa
Masashi Kamekawa (亀川 諒史, Kamekawa Masashi) est un footballeur japonais né le 28 mai 1993. Il évolue au poste de défenseur à V-Varen Nagasaki.

## Biographie

### En équipe nationale
Il dispute en janvier 2016 le championnat d'Asie des moins de 23 ans organisé au Qatar. Le Japon remporte la compétition en battant la Corée du Sud en finale. Il participe ensuite en mai 2016 au Tournoi de Toulon. Il est dans la foulée retenu par le sélectionneur Makoto Teguramori afin de participer aux Jeux olympiques d'été organisés au Brésil. Lors du tournoi olympique, il joue deux matchs : contre la Colombie, et la Suède.

## Palmarès
- Vainqueur du championnat d'Asie des moins de 23 ans en 2016 avec l'équipe du Japon
- Champion de J-League 2 en 2014 avec le Shonan Bellmare